# ヨード化ケシ油脂肪酸エチルエステル
ヨード化ケシ油脂肪酸エチルエステル（ヨードかけしゆしぼうさんエチルエステル、Ethyl ester of iodinated poppy-seed oil fatty acid）またはエチオダイズド油（Ethiodized oil (USP)）、商品名：リピオドール（Lipiodol）は、ケシの実を原料としたオイルで、放射線不透過性の造影剤として使用される注射薬である。

## 効能・効果
日本で承認されている用途は、次の3つである。
- リンパ系撮影
- 子宮卵管撮影
- 医薬品または医療機器の調製[注 1]

エチオダイズド油は、放射線検査の際に構造物の輪郭を描くのに使用される。また、化学塞栓療法の際に、経過観察用の造影剤として使用される。更に、リンパ系の画像診断であるリンパ管造影にも使用される。その他、シアノアクリレートの重合に影響を与えない希釈剤として、胃静脈瘤塞栓術にも使用されている。
最近では、Lipiodol flushingと呼ばれる方法で、原因不明の不妊症の治療薬としてエチオダイズド油を使用することが注目されている。これ迄に、原因不明の不妊症患者において、管内に媒体を流すことで短期的に妊娠率が上昇することを示唆する研究が幾つか行われてきた。あるシステマティックレビューでは、エチオダイズド油を用いたフラッシングにより、特に子宮内膜症を有する女性の妊娠率が有意に上昇することが示唆されている。
エチオダイズド油を脂溶性の抗癌剤と混和して動脈より腫瘍局所に流し込み塞栓する、肝動脈化学塞栓療法（TACE）にも用いられ、これを「リピオドリゼーション」と呼称する。
エチオダイズド油は、歴史的には、子宮卵管造影法（HSG：卵管開存性を調べる検査法で、不妊症の調査に用いられる）の造影剤としてよく使用されていた。しかし、1960年代から1980年代にかけては、最新の水溶性造影剤の方が画像の解釈がしやすいため、あまり使用されなくなった。また、エチオダイズド油の安全性についても重要な問題があり、過去には静脈系への液体の浸潤（漏れ）により合併症が発生したこともある。

## 警告・禁忌

### 警告
- ショック等の重篤な副作用があらわれることがある。
- 標的とする部位以外への流入により重篤な副作用が起こることがある。
- 癌化学療法および肝細胞癌に対する局所療法に十分な知識・経験を持つ医師の元で使用しなければならない。
- 胃静脈瘤の塞栓療法後に、重篤な副作用が稀に起こることがある。

### 禁忌
- 本剤の成分またはヨウ素に対し過敏症の既往歴のある患者
- 重篤な甲状腺疾患のある患者
- 妊婦または妊娠している可能性のある婦人

## 副作用
リンパ系撮影に使用された場合を調べたところ、80.2％で副作用が生じていた。
重大な副作用としては、次のものが知られている。
- ショック
- 肺炎
- 血栓塞栓症（脳塞栓、肺塞栓、門脈塞栓、脾梗塞等）
- 心筋障害
- 骨髄抑制（汎血球減少、白血球減少、好中球減少、血小板減少、貧血、出血傾向）
- 間質性肺炎
- 肝・胆道障害（肝内胆汁性嚢胞、胆管炎、胆管壊死、肝壊死、肝不全、胆嚢炎等）
- 胃潰瘍、十二指腸潰瘍、消化管出血

## 化学構造
エチオダイズド油は、ケシ油の脂肪酸のエチルエステルにヨウ素を結合させたもの（主にモノヨードステアリン酸エチル、ジヨードステアリン酸エチル）である。その正確な構造は知られていない。
エチオダイズド油は、1901年にパリ薬科大学のMarcel Guerbetによって初めて合成された。歴史的には、エチオダイズド油は最初のヨード系造影剤である（1921年に2人のフランス人医師、Jacques ForestierとJean Sicardが脊髄腔造影に使用した）。